# E3 Saxo Classic 2025
La 67.ª edición de la clásica ciclista E3 Saxo Classic fue una carrera en Bélgica que se celebró el 28 de marzo de 2025 sobre un recorrido de 208,8 kilómetros con inicio y final en la ciudad de Harelbeke. 
La carrera formó parte del UCI WorldTour 2025, calendario ciclístico de máximo nivel mundial, siendo la undécima carrera de dicho circuito. El vencedor fue el neerlandés Mathieu van der Poel del Alpecin-Deceuninck, quien estuvo acompañado en el podio por el danés Mads Pedersen del Lidl-Trek y el italiano Filippo Ganna del INEOS Grenadiers, segundo y tercer clasificado respectivamente.

## Equipos participantes
Tomaron parte en la carrera 25 equipos: 18 de categoría UCI WorldTeam y 7 de categoría UCI ProTeam. Formaron así un pelotón de 175 ciclistas de los que acabaron 132. Los equipos participantes fueron:
| WorldTeams (18)- Alpecin-Deceuninck - Arkéa-B&B Hotels - XDS Astana Team - Bahrain-Victorious - Cofidis - Decathlon AG2R La Mondiale Team - EF Education-EasyPost - Groupama-FDJ - Ineos Grenadiers - Intermarché-Wanty - Lidl-Trek - Movistar Team - Red Bull-BORA-hansgrohe - Soudal Quick-Step - Team Picnic-PostNL - Team Jayco AlUla - Team Visma \| Lease a Bike - UAE Team Emirates XRG ProTeams (7)- Israel-Premier Tech - Lotto - Q36.5 Pro Cycling Team - Team Flanders-Baloise - Team TotalEnergies - Tudor Pro Cycling Team - Uno-X Mobility |
| |

## Clasificación final
- La clasificación finalizó de la siguiente forma:[3]

| \| Clasificación general \| Clasificación general \| Clasificación general \| Clasificación general \| Clasificación general \| \| Ciclista \| Ciclista \| Equipo \| Tiempo \| \| \| --------------------- \| --------------------- \| -------------------------- \| --------------------- \| --------------------- \| \| 1.º \| Mathieu van der Poel \| Alpecin-Deceuninck \| 4 h 38 min 11 s \| \| \| 2.º \| Mads Pedersen \| Lidl-Trek \| + 1 min 05 s \| \| \| 3.º \| Filippo Ganna \| Ineos Grenadiers \| + 2 min 04 s \| \| \| 4.º \| Casper Pedersen \| Soudal Quick-Step \| + 2 min 33 s \| \| \| 5.º \| Jasper Stuyven \| Lidl-Trek \| + 2 min 33 s \| \| \| 6.º \| Stefan Küng \| Groupama-FDJ \| + 2 min 33 s \| \| \| 7.º \| Aimé De Gendt \| Cofidis \| + 2 min 33 s \| \| \| 8.º \| Tim Wellens \| UAE Team Emirates XRG \| + 2 min 35 s \| \| \| 9.º \| Matteo Jorgenson \| Team Visma \\| Lease a Bike \| + 2 min 38 s \| \| \| 10.º \| Mike Teunissen \| XDS Astana Team \| + 2 min 43 s \| \| |                      |                            |                 |
| |                      |                            |                 |
| |                      |                            |                 |
| Clasificación general |                      |                            |                 |
| Ciclista | Ciclista             | Equipo                     | Tiempo          |
| 1.º | Mathieu van der Poel | Alpecin-Deceuninck         | 4 h 38 min 11 s |
| 2.º | Mads Pedersen        | Lidl-Trek                  | + 1 min 05 s    |
| 3.º | Filippo Ganna        | Ineos Grenadiers           | + 2 min 04 s    |
| 4.º | Casper Pedersen      | Soudal Quick-Step          | + 2 min 33 s    |
| 5.º | Jasper Stuyven       | Lidl-Trek                  | + 2 min 33 s    |
| 6.º | Stefan Küng          | Groupama-FDJ               | + 2 min 33 s    |
| 7.º | Aimé De Gendt        | Cofidis                    | + 2 min 33 s    |
| 8.º | Tim Wellens          | UAE Team Emirates XRG      | + 2 min 35 s    |
| 9.º | Matteo Jorgenson     | Team Visma \| Lease a Bike | + 2 min 38 s    |
| 10.º | Mike Teunissen       | XDS Astana Team            | + 2 min 43 s    |

## Ciclistas participantes y posiciones finales
Convenciones:
- AB: Abandono
- FLT: Retiro por llegada fuera del límite de tiempo
- NTS: No tomó la salida
- DES: Descalificado o expulsado

## UCI World Ranking
La E3 Saxo Classic otorgó puntos para el UCI World Ranking para corredores de los equipos en las categorías UCI WorldTeam, UCI ProTeam y Continental. Las siguientes tablas son el baremo de puntuación y los diez corredores que obtuvieron más puntos:
| Posición   | 1.º | 2.º | 3.º | 4.º | 5.º | 6.º | 7.º | 8.º | 9.º | 10.º | 11.º | 12.º | 13.º | 14.º | 15.º | 16.º-20.º | 21.º-30.º | 31.º-50.º | 51.º-55.º | 56.º-60.º |
| Puntuación | 400 | 320 | 260 | 220 | 180 | 140 | 120 | 100 | 80  | 68   | 56   | 48   | 40   | 32   | 28   | 24        | 16        | 8         | 4         | 2         |

| Clasificación |                      |                       |        |
| Posición      | Ciclista             | Equipo                | Puntos |
| ------------- | -------------------- | --------------------- | ------ |
| 1.º           | Mathieu van der Poel | Alpecin-Deceuninck    | 400    |
| 2.º           | Mads Pedersen        | Lidl-Trek             | 320    |
| 3.º           | Filippo Ganna        | INEOS Grenadiers      | 260    |
| 4.º           | Casper Pedersen      | Soudal Quick-Step     | 220    |
| 5.º           | Jasper Stuyven       | Lidl-Trek             | 180    |
| 6.º           | Stefan Küng          | Groupama-FDJ          | 140    |
| 7.º           | Aimé De Gendt        | Cofidis               | 120    |
| 8.º           | Tim Wellens          | UAE Emirates XRG      | 100    |
| 9.º           | Matteo Jorgenson     | Visma \| Lease a Bike | 80     |
| 10.º          | Mike Teunissen       | XDS Astana            | 68     |